# Bahnradsport-Weltmeisterschaften der Junioren 2022

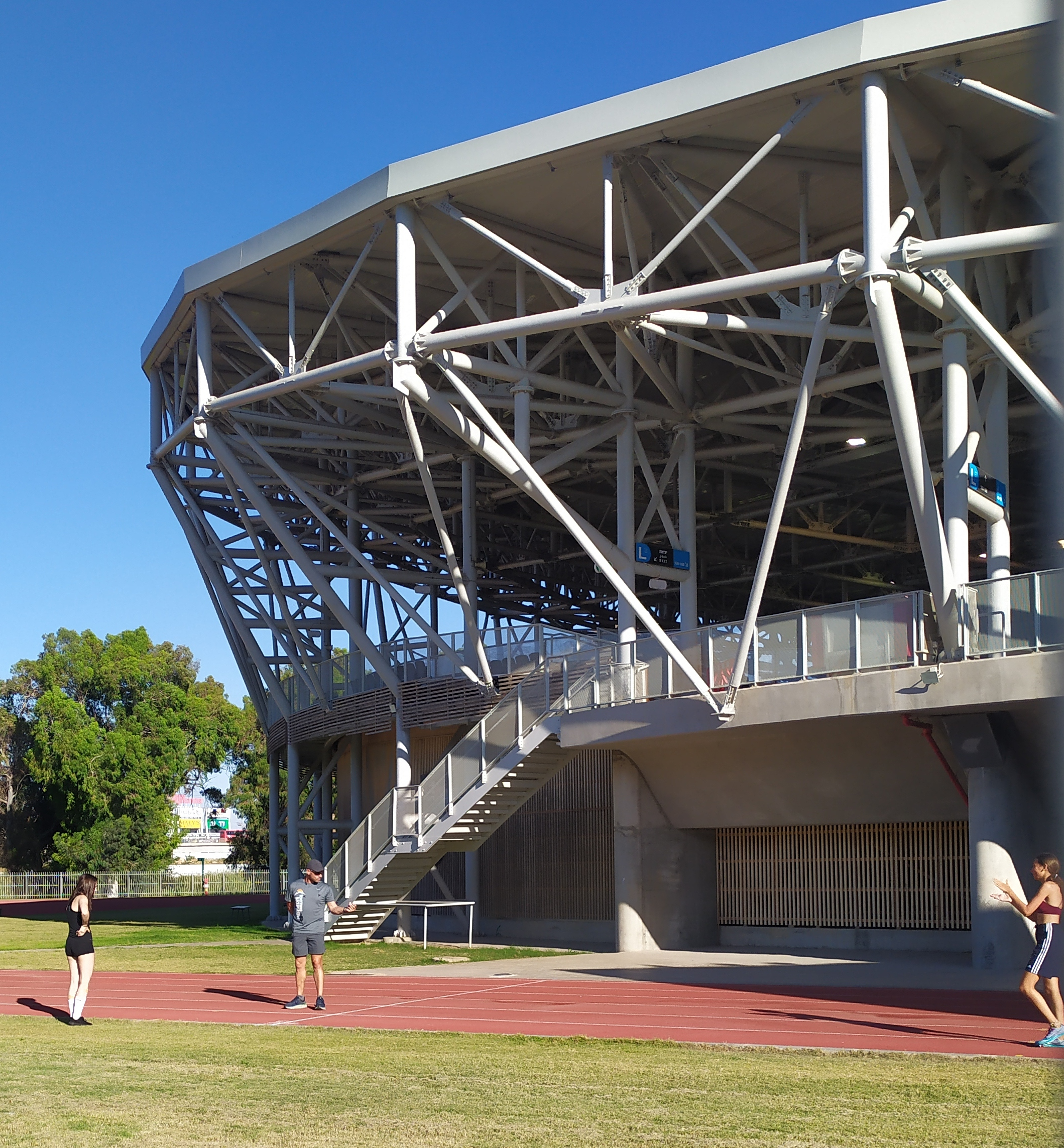
Das Sylvan Adams National Velodrome in Tel Aviv

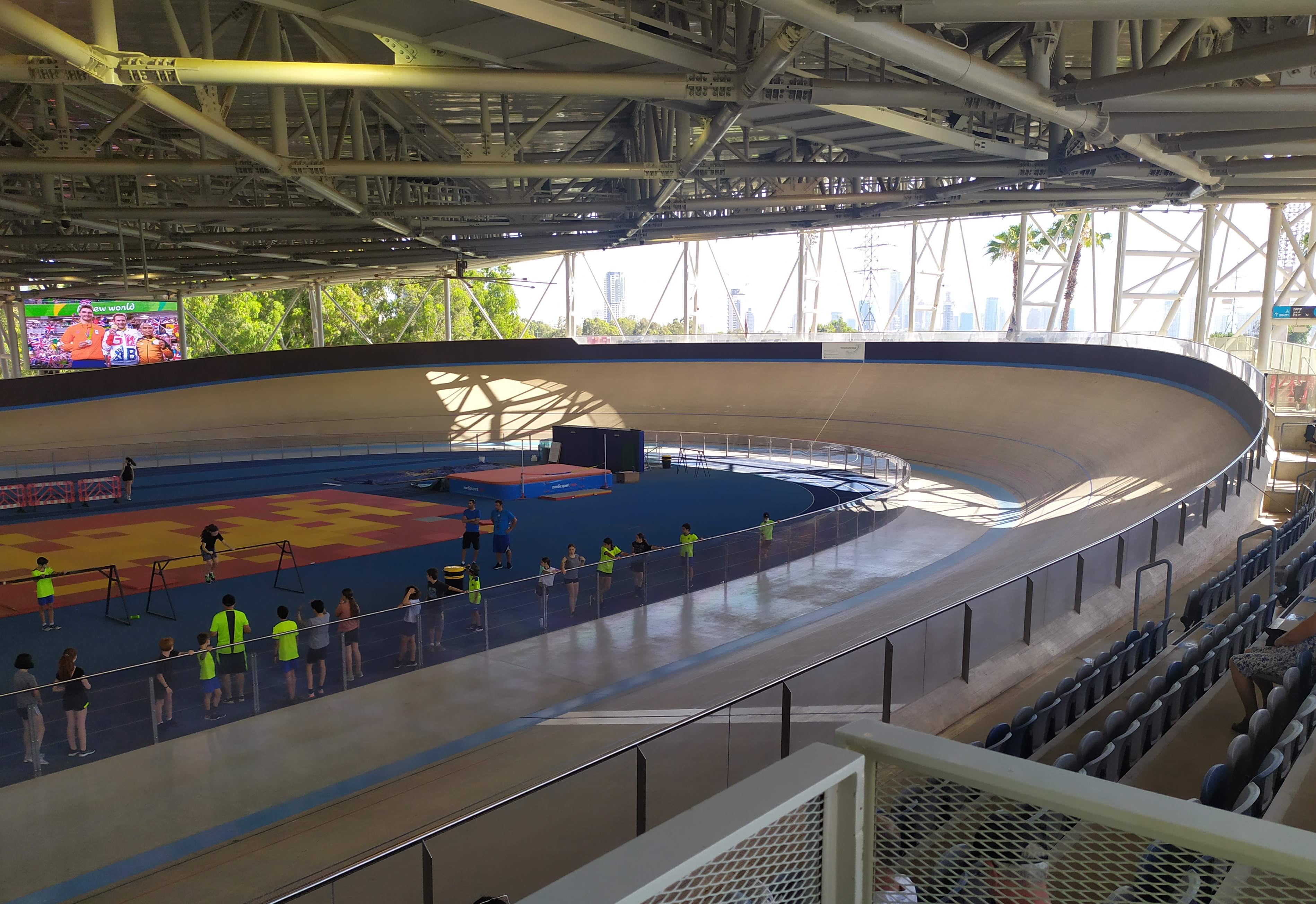
Innenraum des Velodroms

Die Bahnradsport-Weltmeisterschaften der Junioren 2022 (2022 UCI Junior Track World Championships) fanden vom 23. bis 27. August 2022 im Sylvan Adams National Velodrome in der israelischen Stadt Tel Aviv-Jaffa statt.
Die Weltmeisterschaften waren ursprünglich für August 2021 geplant. Da die für 2020 geplanten Junioren-Weltmeisterschaften in Kairo wegen der weltweiten COVID-19-Pandemie verschoben wurden, mussten auch die Weltmeisterschaften in Israel um ein Jahr nach hinten verlegt werden.

## Zeitplan (Finalwettbewerbe)

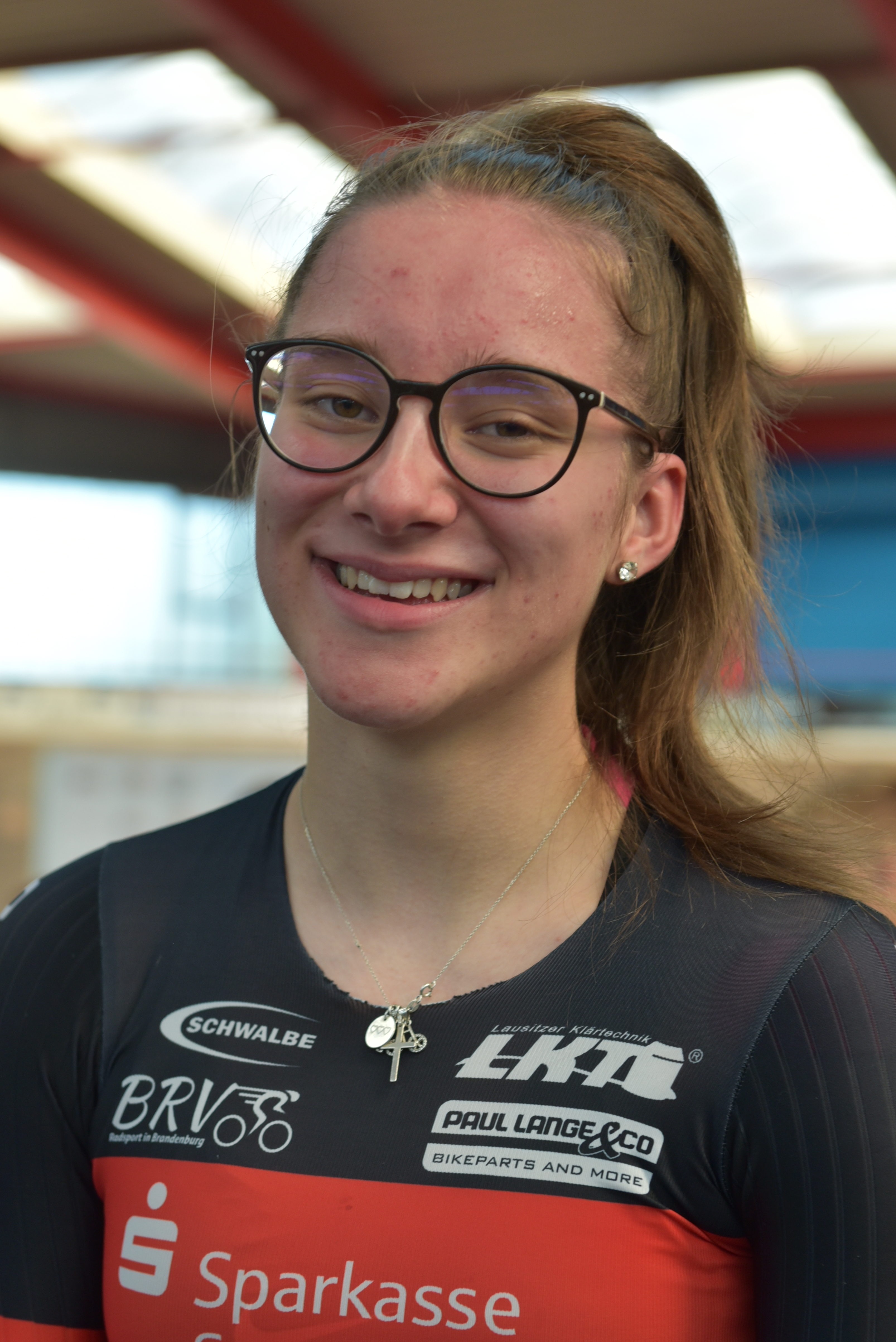
Die deutsche Fahrerin Clara Schneider errang drei Goldmedaillen in den Kurzzeitdisziplinen

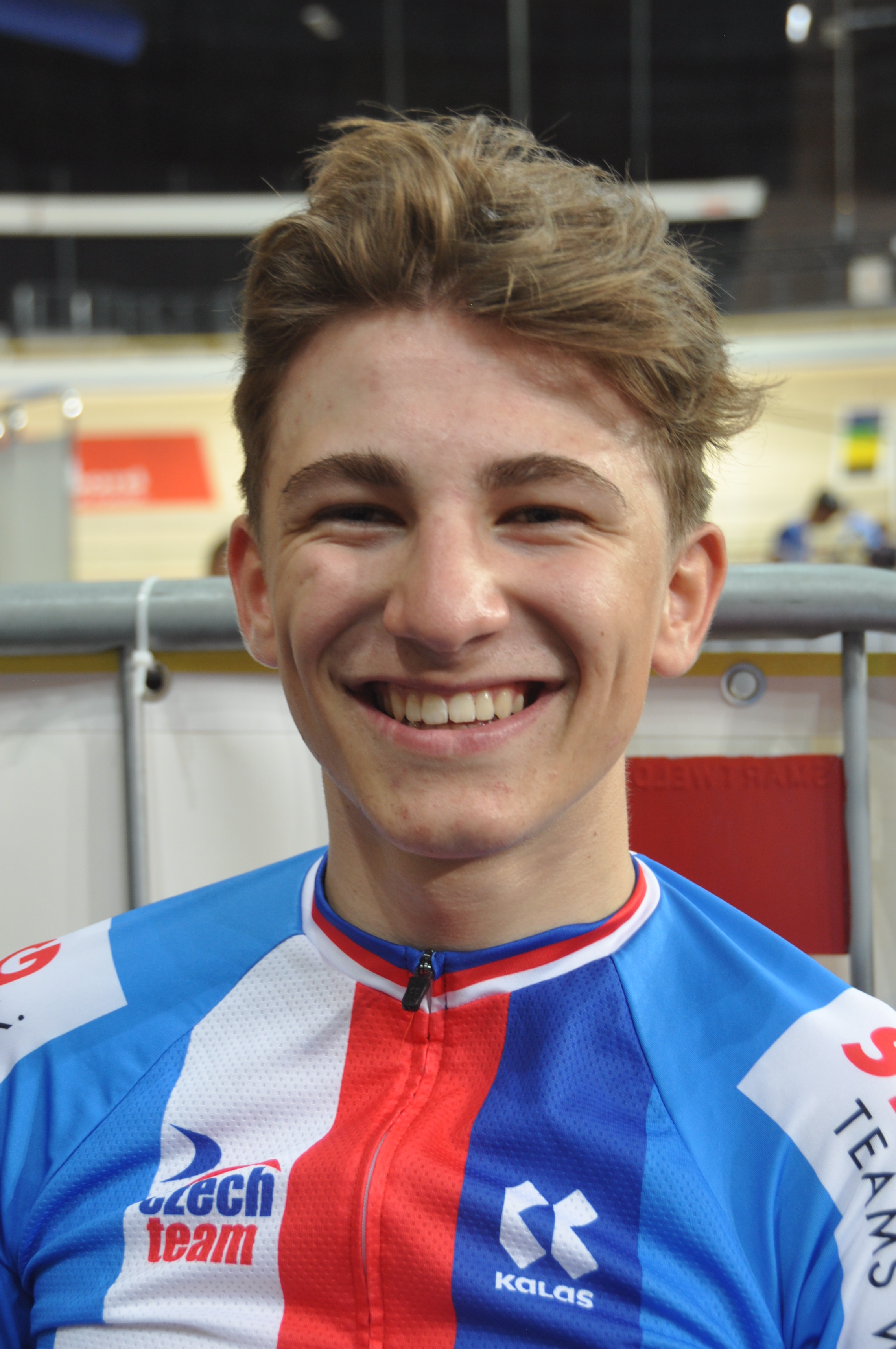
Milan Kadlec aus Tschechien gewann mit Radovan Štec das Zweier-Mannschaftsfahren

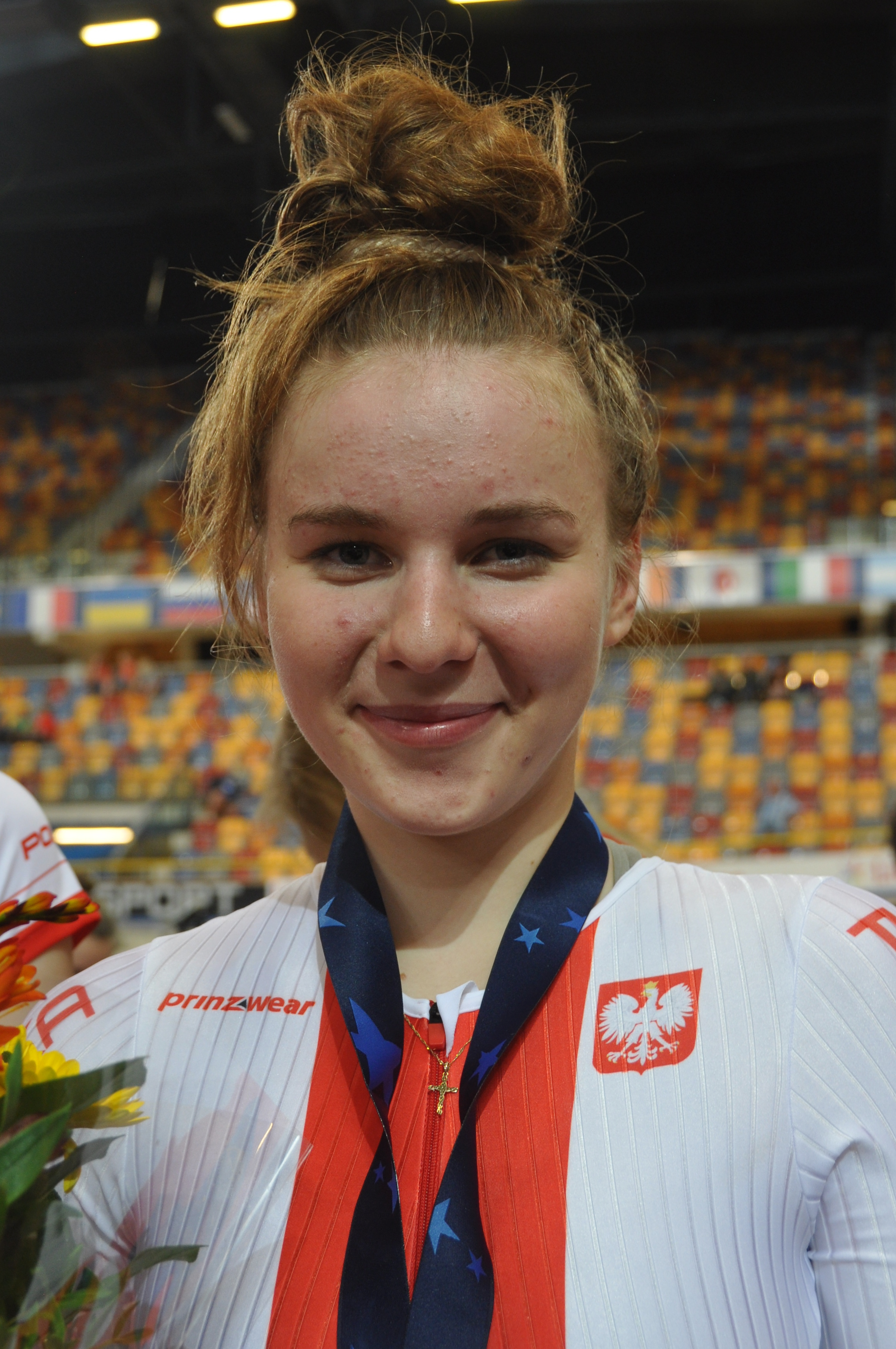
Die Polin Maja Tracka war in Scratch und Omnium erfolgreich

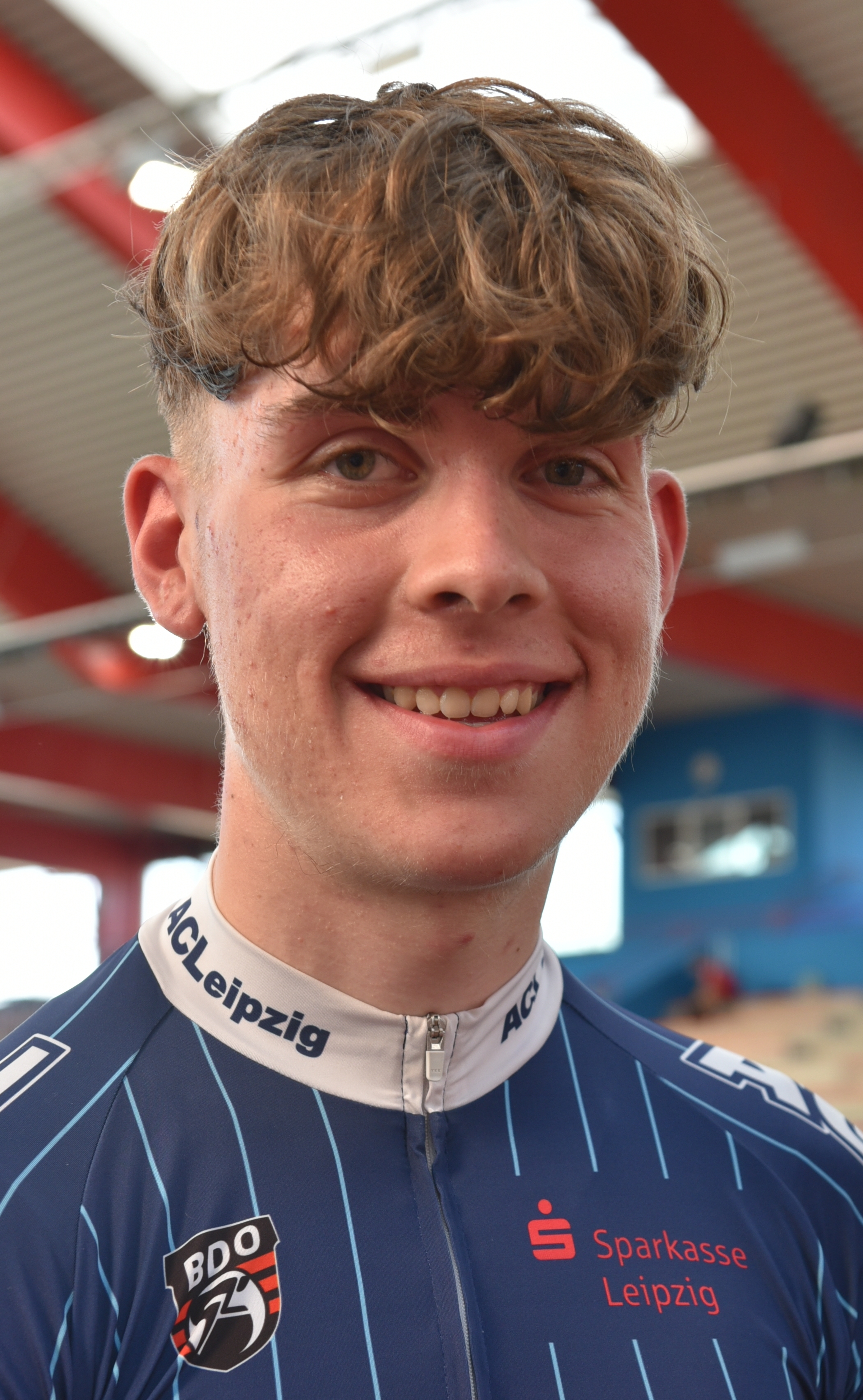
Der Deutsche Bruno Kessler gewann drei Medaillen

| Datum                  | Disziplinen Frauen                                    | Disziplinen Männer                              |
| ---------------------- | ----------------------------------------------------- | ----------------------------------------------- |
| Dienstag, 23. August   | Teamsprint, Scratch                                   | Teamsprint                                      |
| Mittwoch, 24. August   | Mannschaftsverfolgung, Ausscheidungsfahren            | Mannschaftsverfolgung, Scratch, Keirin          |
| Donnerstag, 25. August | Sprint, Omnium                                        | Einerverfolgung, Punktefahren                   |
| Freitag, 26. August    | 500-Meter-Zeitfahren, Einerverfolgung, Punktefahren   | Omnium, Sprint                                  |
| Samstag, 27. August    | Keirin, Ausscheidungsfahren, Zweier-Mannschaftsfahren | 1000-Meter-Zeitfahren, Zweier-Mannschaftsfahren |

## Resultate
- Legende: "G" = Zeit aus dem Finale um Gold; "B" = Zeit aus dem Finale um Bronze; "1" = Zeit aus der 1. Runde; "Q" = Zeit aus der Qualifikation

### Sprint
| Platz | Sportler       | Land | Zeit (s)              |
| ----- | -------------- | ---- | --------------------- |
|       | Mattia Predomo | ITA  | ? (1) 10,209 (2)      |
|       | Ryan Elliott   | AUS  |                       |
|       | Luca Spiegel   | GER  | 10,524 (2) 10,664 (3) |

| Platz | Sportlerin      | Land | Zeit (s)              |
| ----- | --------------- | ---- | --------------------- |
|       | Clara Schneider | GER  | 11,699 (1) 11,998 (2) |
|       | Kim Chae-yeon   | KOR  |                       |
|       | Julie Nicolaes  | BEL  | 11,769 (1) 11,592 (2) |

### Keirin
| Platz | Sportler                    | Land |
| ----- | --------------------------- | ---- |
|       | Mattia Predomo              | ITA  |
|       | Francisco Jaramillo Camacho | COL  |
|       | Ayato Abe                   | JPN  |

| Platz | Sportlerin       | Land |
| ----- | ---------------- | ---- |
|       | Clara Schneider  | GER  |
|       | Kim Doye         | KOR  |
|       | Anna Jaborníková | CZE  |

### Zeitfahren
| Platz | Sportler        | Land | Zeit (min) |
| ----- | --------------- | ---- | ---------- |
|       | Matěj Hytych    | CZE  | 1:02,531   |
|       | Mattia Predomo  | ITA  | 1:02,650   |
|       | Minato Nakaishi | JPN  | 1:03,058   |

| Platz | Sportlerin      | Land | Zeit (s) |
| ----- | --------------- | ---- | -------- |
|       | Kim Chae-yeon   | KOR  | 35,103   |
|       | Clara Schneider | GER  | 35,173   |
|       | Julie Nicolaes  | BEL  | 35,389   |

### Teamsprint
| Platz | Sportler                                                        | Land | Zeit (s) |
| ----- | --------------------------------------------------------------- | ---- | -------- |
|       | Dylan Stanton Ryan Elliott Maxwell Liebeknecht                  | AUS  | 44,538 G |
|       | Luca Spiegel Torben Osterheld Pete Collin Flemming Danny Werner | GER  | 45,104 G |
|       | Liam Cavanagh Luke Blackwood Jaxson Russell                     | NZL  | 45,838 B |

| Platz | Sportlerin                                                    | Land | Zeit (s) |
| ----- | ------------------------------------------------------------- | ---- | -------- |
|       | Stella Müller Bente Lürmann Clara Schneider Lara-Sophie Jäger | GER  | 49,888 G |
|       | Emma Stevens Sophie Marr Tyler Puzicha                        | AUS  | 50,933 G |
|       | Natálie Mikšaníková Anna Jaborníková Sára Peterková           | CZE  | 50,692 B |

### Einerverfolgung
| Platz | Sportler         | Land | Zeit (min)       |
| ----- | ---------------- | ---- | ---------------- |
|       | Carson Mattern   | CAN  | 3:10,889 G       |
|       | Theodor Storm    | DEN  | 3:11,040 G       |
|       | Ben Felix Jochum | GER  | Gegner eingeholt |

| Platz | Sportlerin          | Land | Zeit (min) |
| ----- | ------------------- | ---- | ---------- |
|       | Federica Venturelli | ITA  | 2:22,891 G |
|       | Isabel Sharp        | GBR  | 2:28,887 G |
|       | Lara Lallemant      | FRA  | 2:22,749 B |

### Mannschaftsverfolgung
| Platz | Sportler                                                                             | Land | Zeit (min) |
| ----- | ------------------------------------------------------------------------------------ | ---- | ---------- |
|       | Renato Favero Alessio Delle Vedove Luca Giaimi Matteo Fiorin Andrea Raccagni Noviero | ITA  | 3:58.853 G |
|       | Tobias Müller Ben Felix Jochum Bruno Keßler Jasper Schröder Leon Arenz               | GER  | 4:00,779 G |
|       | Kyle Aitken Lewis Johnston Joel Douglas Oliver Watson Palmer Edward Pawson           | NZL  | 4:10,330 B |

| Platz | Sportlerin                                                                                  | Land | Zeit (min) |
| ----- | ------------------------------------------------------------------------------------------- | ---- | ---------- |
|       | Clémence Chereau Aurore Pernollet Heidi Gaugain Lara Lallemant                              | FRA  | 4:25,480 G |
|       | Martina Sanfilippo Federica Venturelli Francesca Pellegrini Valentina Zanzi Vittoria Grassi | ITA  | 4:33,800 G |
|       | Justyna Czapla Magdalena Fuchs Seána Littbarski-Gray Hannah Kunz Jette Simon                | GER  | 4:32,665 B |

### Scratch
| Platz | Sportler          | Land |
| ----- | ----------------- | ---- |
|       | Dominik Ratajczak | POL  |
|       | Daniil Jakowlew   | UKR  |
|       | Žak Eržen         | SLO  |

| Platz | Sportlerin    | Land |
| ----- | ------------- | ---- |
|       | Maja Tracka   | POL  |
|       | Chloe Patrick | USA  |
|       | Anna Kolyzhuk | UKR  |

### Punktefahren
| Platz | Sportler           | Land | Punkte |
| ----- | ------------------ | ---- | ------ |
|       | Bruno Kessler      | GER  | 72     |
|       | Dario Belletta     | ITA  | 70     |
|       | Valentyn Kabashnyi | UKR  | 49     |

| Platz | Sportlerin    | Land | Punkte |
| ----- | ------------- | ---- | ------ |
|       | Heidi Gaugain | FRA  | 45     |
|       | Chloe Patrick | USA  | 30     |
|       | Anna Kolyzhuk | UKR  | 26     |

### Ausscheidungsfahren
| Platz | Sportler        | Land |
| ----- | --------------- | ---- |
|       | Žak Eržen       | SLO  |
|       | Jhohan Marin    | COL  |
|       | Matyáš Koblížek | CZE  |

| Platz | Sportlerin      | Land |
| ----- | --------------- | ---- |
|       | Barbora Němcová | CZE  |
|       | Anna Kolyzhuk   | UKR  |
|       | Isabel Sharp    | GBR  |

### Omnium
| Platz | Sportler          | Land | Punkte |
| ----- | ----------------- | ---- | ------ |
|       | Carson Mattern    | CAN  | 120    |
|       | Dominik Ratajczak | POL  | 111    |
|       | Tobias Müller     | GER  | 109    |

| Platz | Sportlerin       | Land | Punkte |
| ----- | ---------------- | ---- | ------ |
|       | Aurore Pernollet | FRA  | 119    |
|       | Maja Tracka      | POL  | 106    |
|       | Grace Lister     | GBR  | 104    |

### Zweier-Mannschaftsfahren
| Platz | Sportler                           | Land | Punkte |
| ----- | ---------------------------------- | ---- | ------ |
|       | Milan Kadlec Radovan Štec          | CZE  | 34     |
|       | Walentin Kabaschni Daniil Jakowlew | UKR  | 25     |
|       | Bruno Kessler Jasper Schröder      | GER  | 21     |

| Platz | Sportlerinnen                         | Land | Punkte |
| ----- | ------------------------------------- | ---- | ------ |
|       | Grace Lister Zoe Bäckstedt            | GBR  | 53     |
|       | Maho Kakita Mizuki Ikeda              | JPN  | 42     |
|       | Babette van der Wolf Nienke Veenhoven | NED  | 13     |

## Medaillenspiegel
| Platz | Land               | Gold | Silber | Bronze | Gesamt |
| ----- | ------------------ | ---- | ------ | ------ | ------ |
| 1     | Deutschland        | 4    | 3      | 5      | 12     |
| 2     | Italien            | 4    | 3      | 0      | 7      |
| 3     | Tschechien         | 3    | 0      | 3      | 4      |
| 4     | Frankreich         | 3    | 0      | 1      | 4      |
| 5     | Polen              | 2    | 2      | 0      | 4      |
| 6     | Kanada             | 2    | 0      | 0      | 2      |
| 7     | Südkorea           | 1    | 2      | 0      | 3      |
| 7     | Australien         | 1    | 2      | 0      | 3      |
| 9     | Großbritannien     | 0    | 2      | 3      | 5      |
| 10    | Slowenien          | 1    | 0      | 1      | 2      |
| 11    | Ukraine            | 0    | 3      | 3      | 6      |
| 12    | Vereinigte Staaten | 0    | 2      | 0      | 2      |
| 12    | Kolumbien          | 0    | 2      | 0      | 2      |
| 14    | Japan              | 0    | 1      | 2      | 3      |
| 15    | Dänemark           | 0    | 1      | 0      | 1      |
| 16    | Belgien            | 0    | 0      | 2      | 1      |
| 16    | Neuseeland         | 0    | 0      | 2      | 1      |
| 18    | Niederlande        | 0    | 0      | 1      | 1      |
| Total | Total              | 22   | 22     | 22     | 66     |

## Aufgebote

### Bund Deutscher Radfahrer
Juniorinnen (Kurzzeit)
- Lara-Sophie Jäger, Stella Müller, Bente Lürmann, Clara Schneider

Junioren (Kurzzeit)
- Pete Flemming, Kenneth Meng, Torben Osterheld, Luca Spiegel, Danny-Luca Werner

Juniorinnen (Ausdauer)
- Justyna Czapla, Magdalena Fuchs, Hannah Kunz, Seána Littbarski-Gray, Jette Simon, Sina Temmen

Junioren (Ausdauer)
- Leon Arenz, Ben Felix Jochum, Bruno Keßler, Tobias Müller, Jasper Schröder, Nicolas Zippan

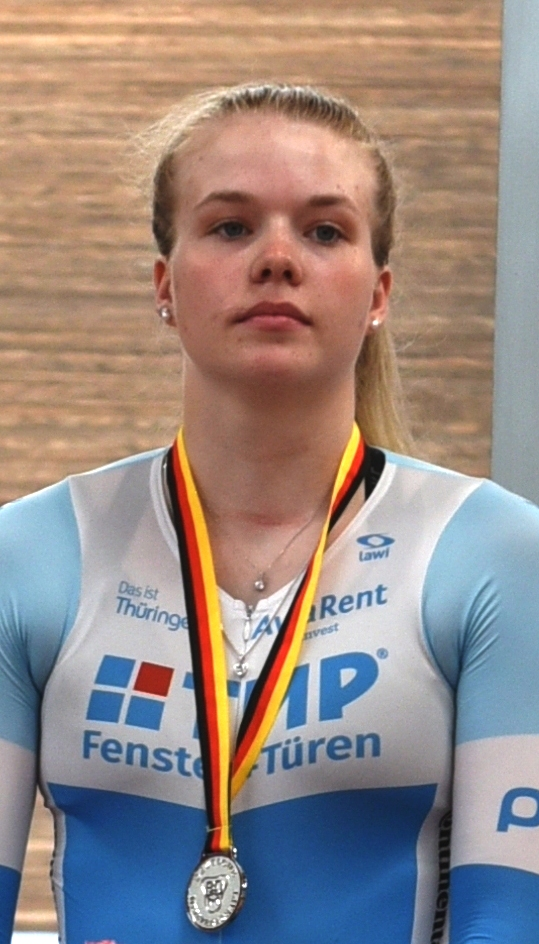
Lara-Sophie Jäger
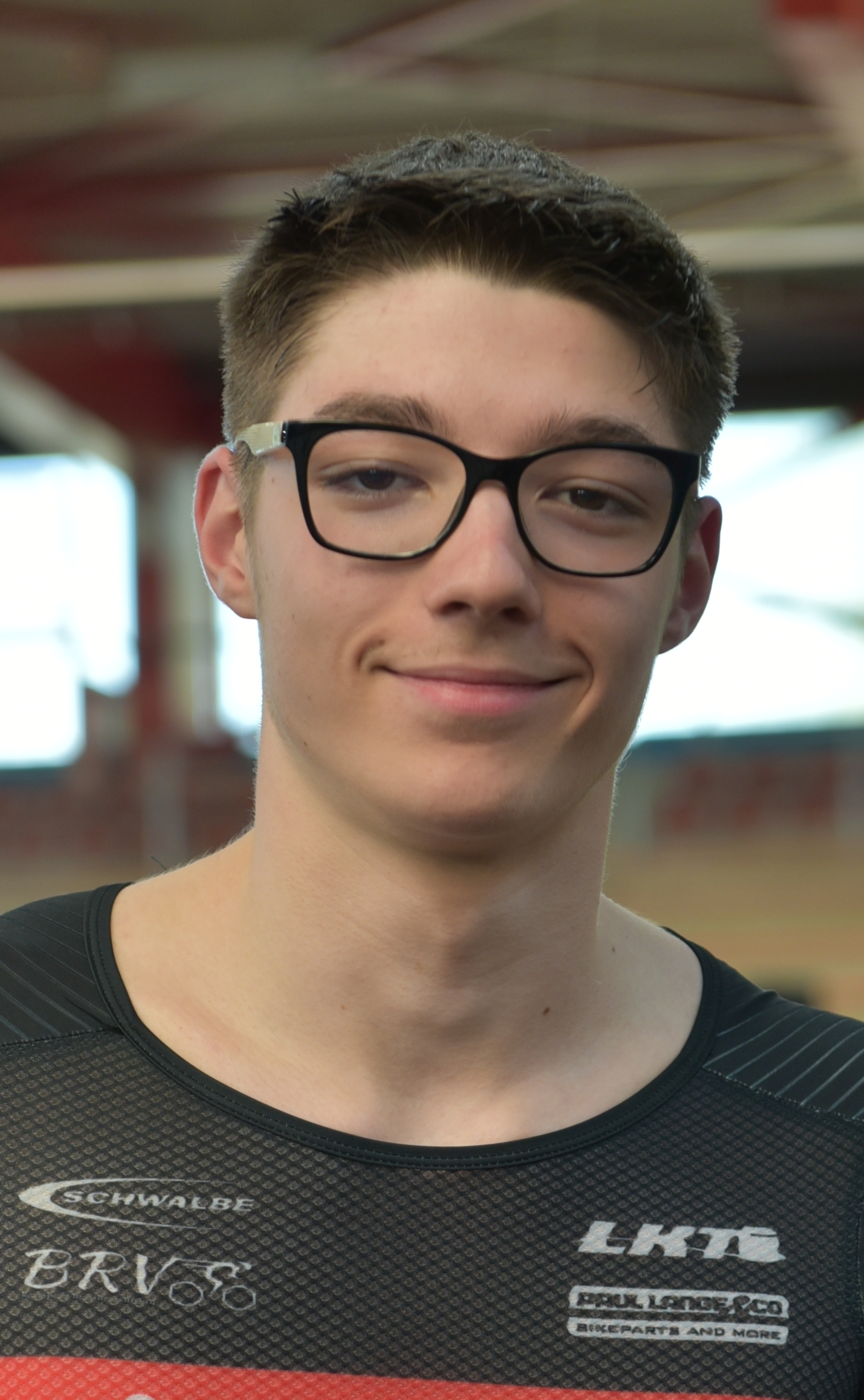
Pete Flemming
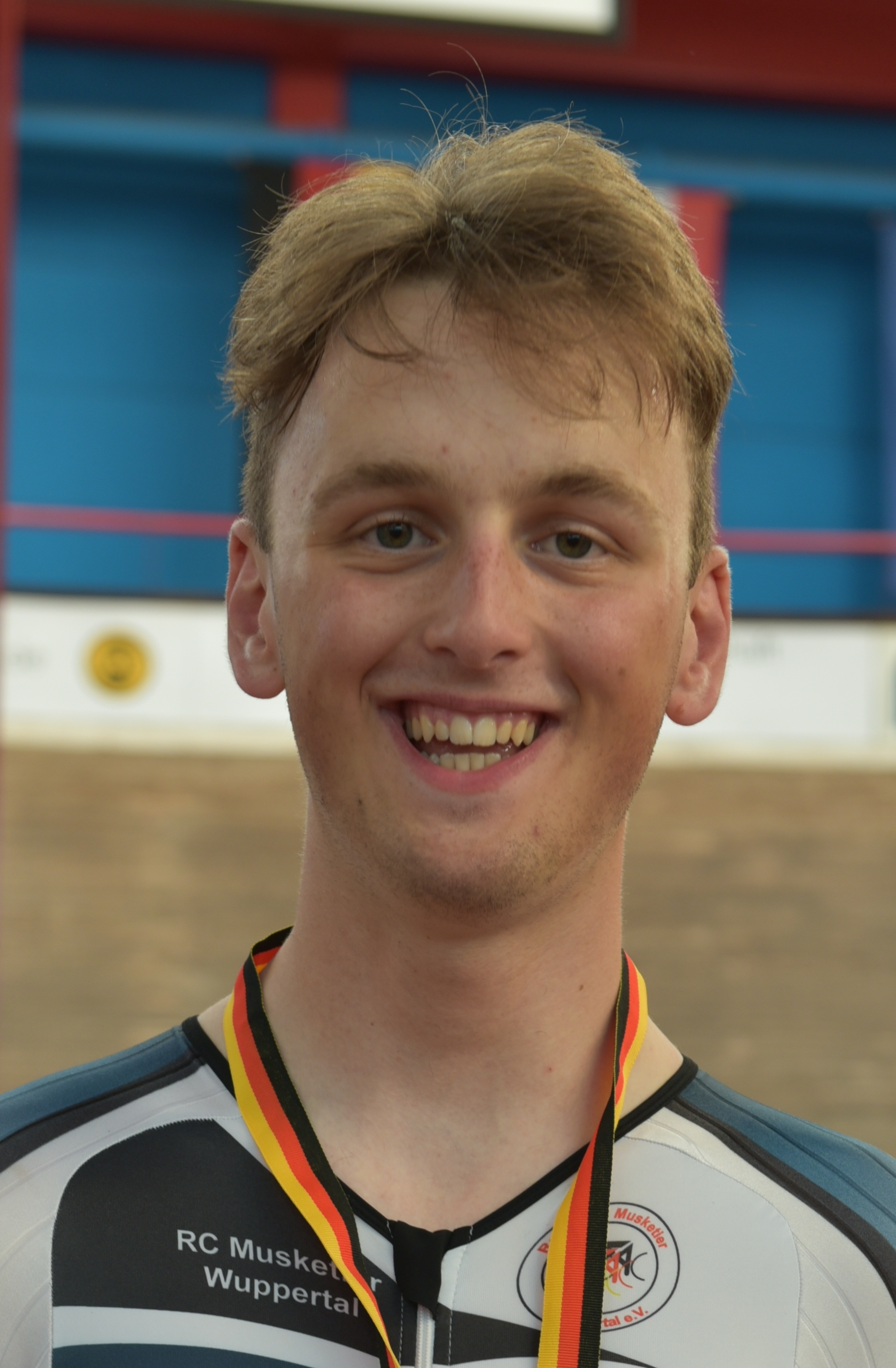
Ben Felix Jochum
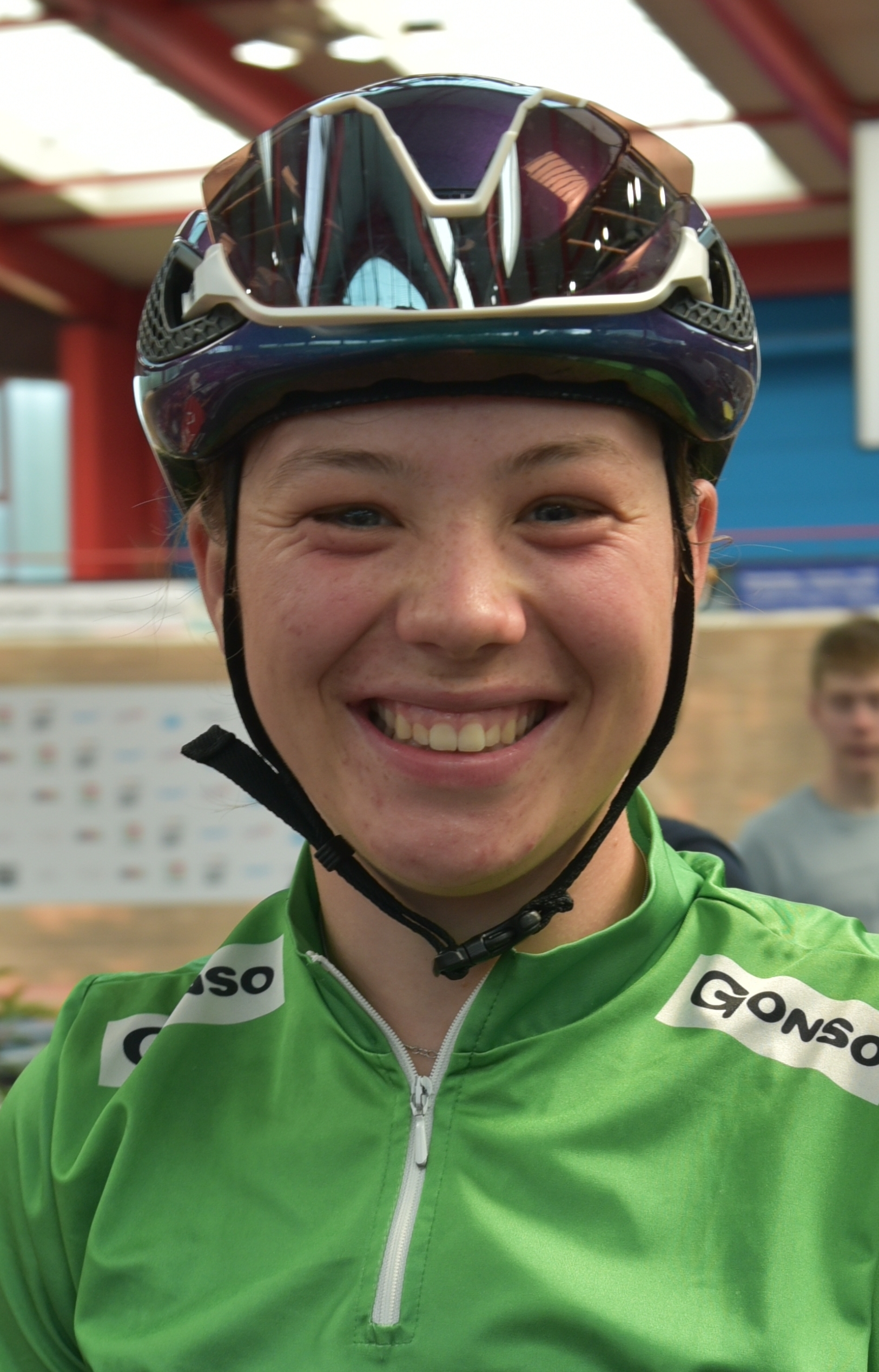
Magdalena Fuchs
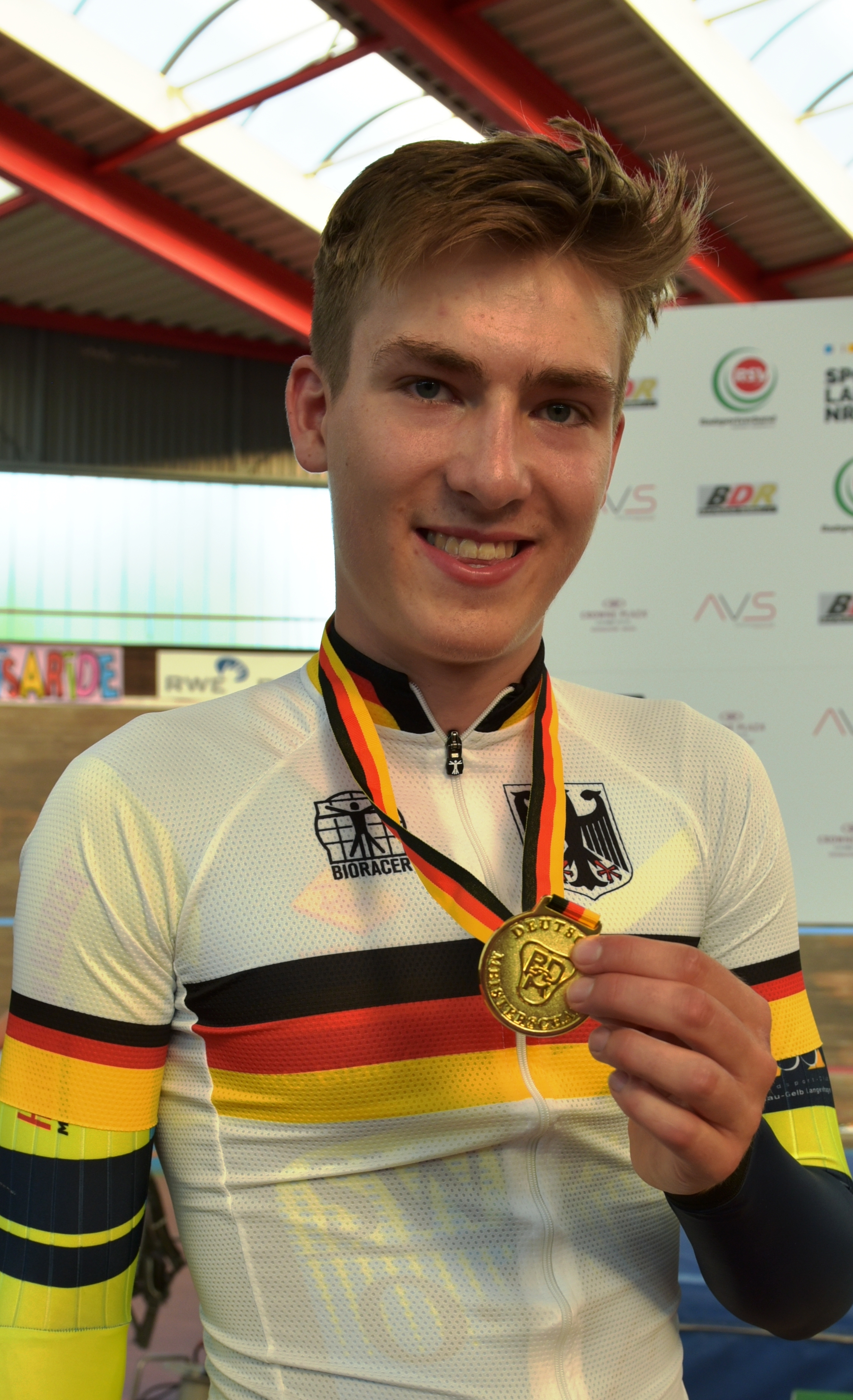
Jasper Schröder
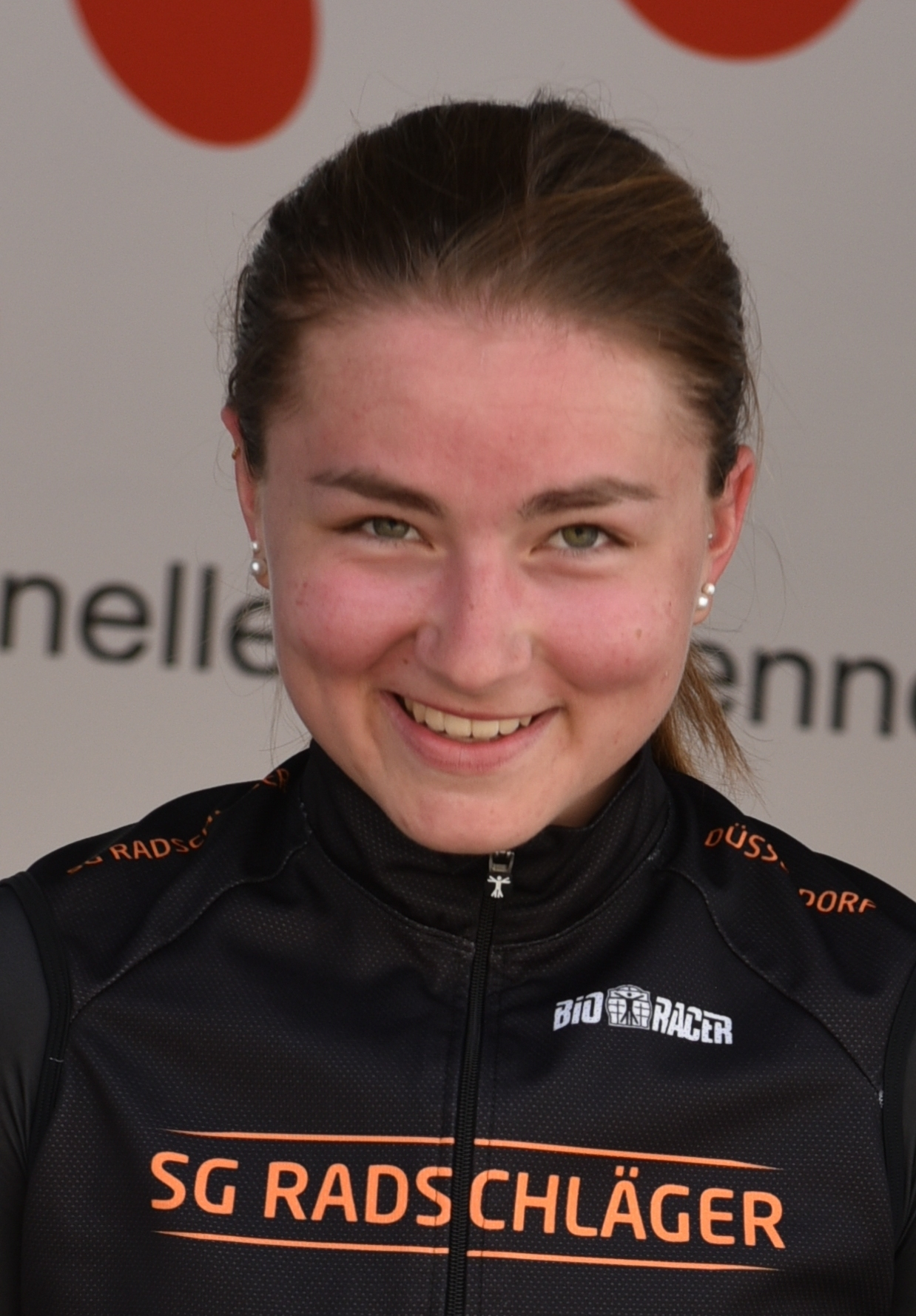
Sina Temmen
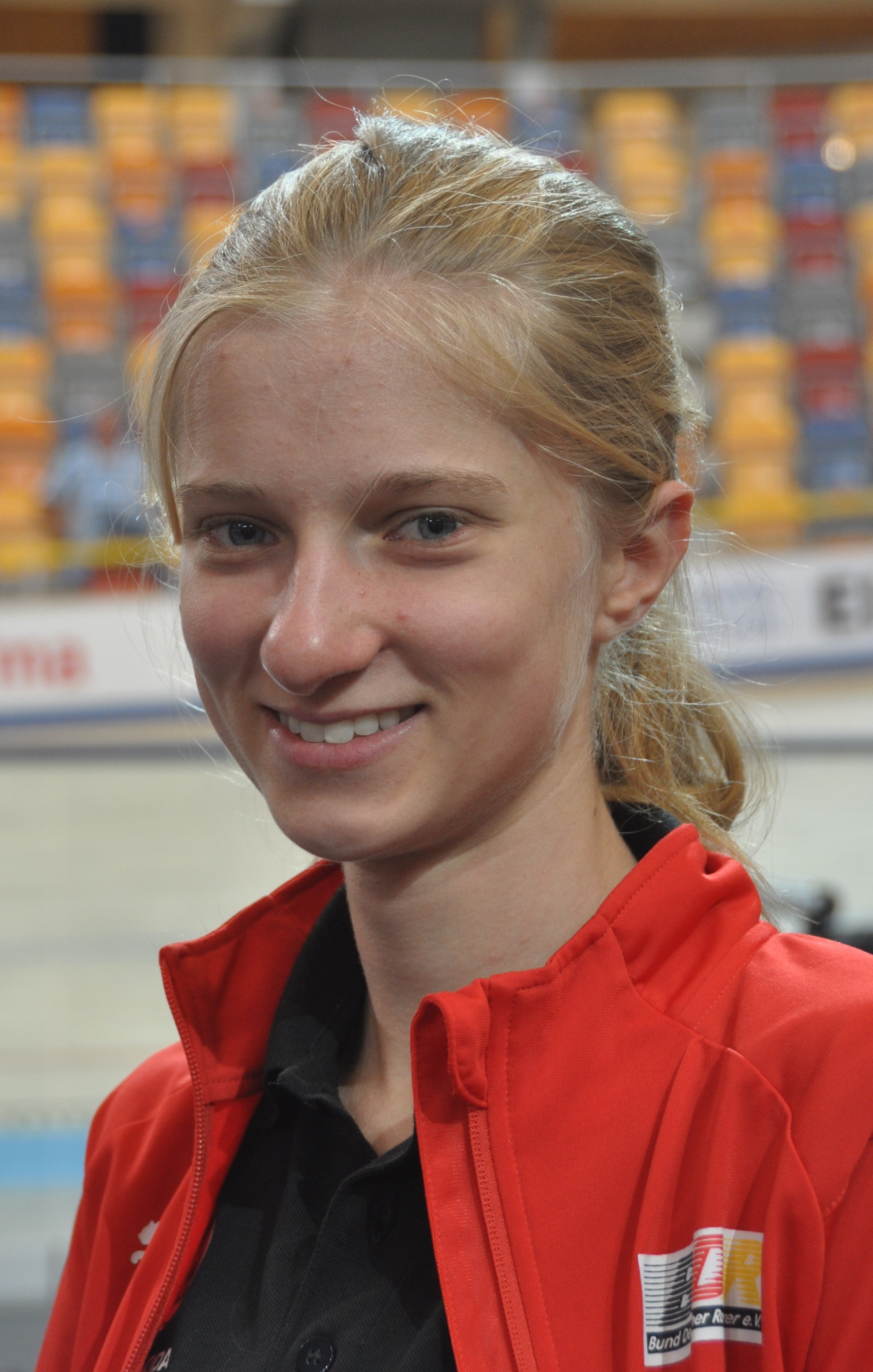
Jette Simon

### Österreichischer Rad-Verband

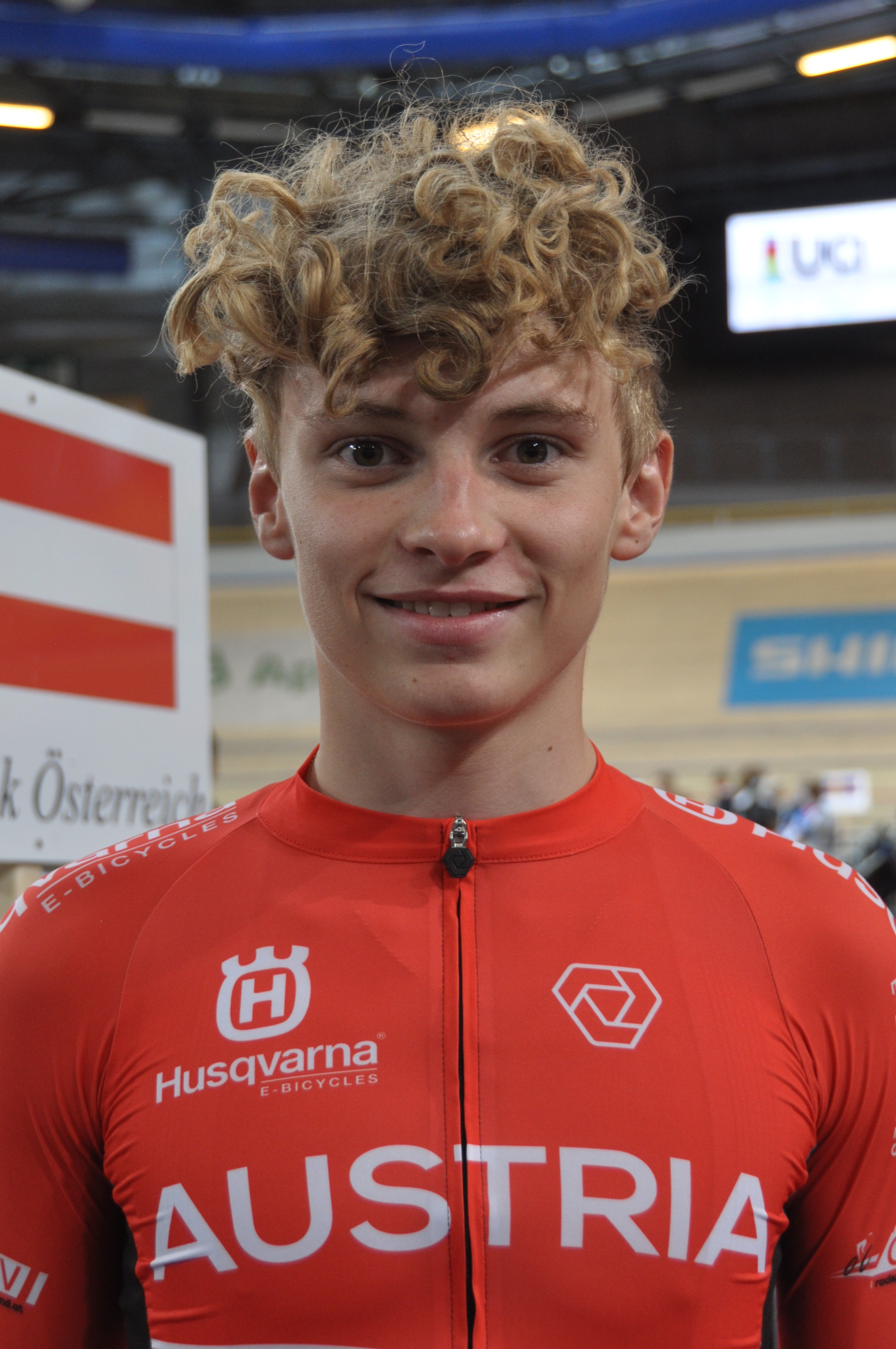
Raphael Kokas

- Raphael Kokas

### Swiss Cycling
- Fantine Fragnière, Anaëlle Gaillard, Emeline Jacolino, Lorena Leu, Zoe Schiess, Janice Stettler, Viviane Trapp
- Luca Buhlmann, Jonas Müller, Noah Obrist, Micha Plüss, Tim Rey, Mathis Vouilloz

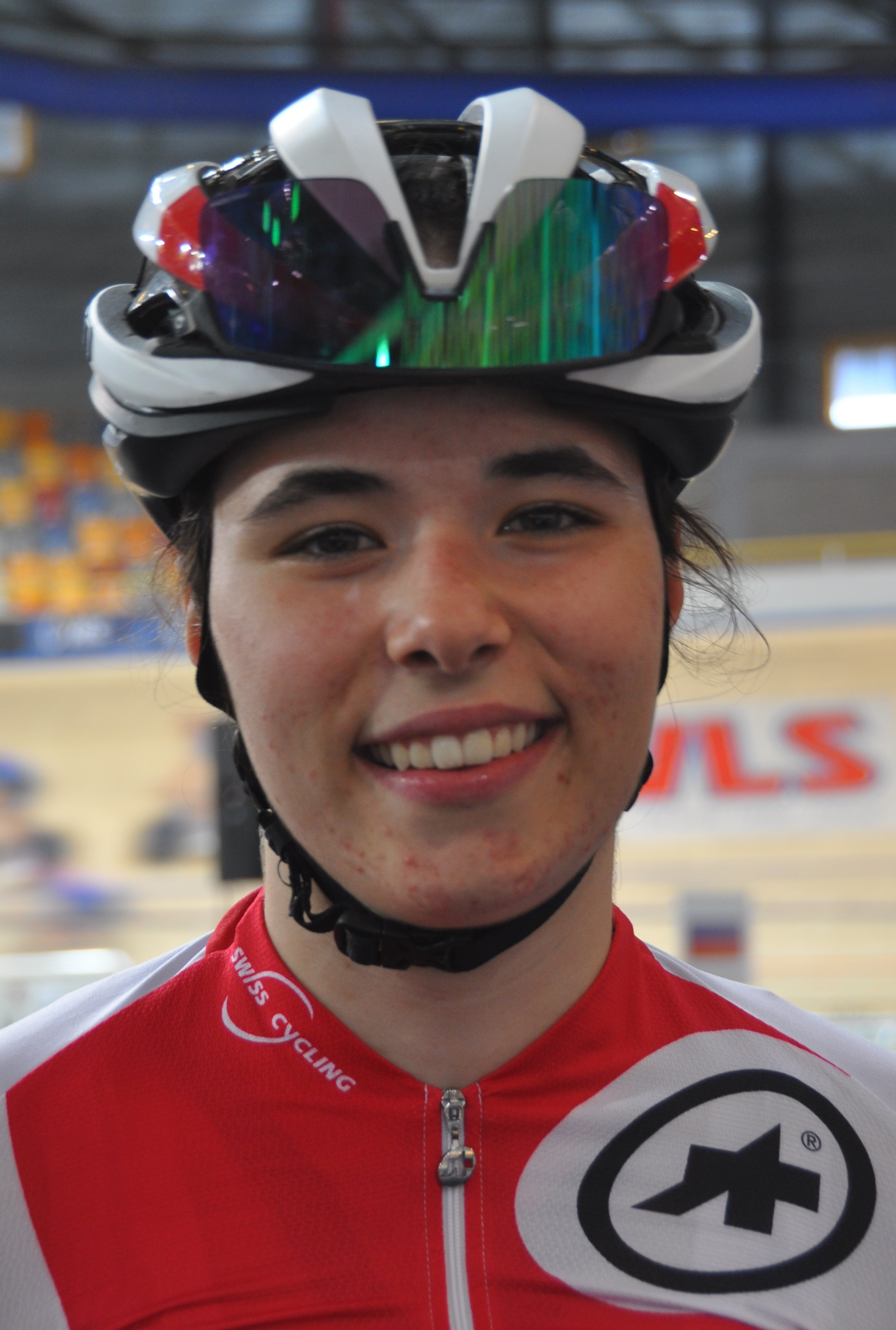
Lorena Leu
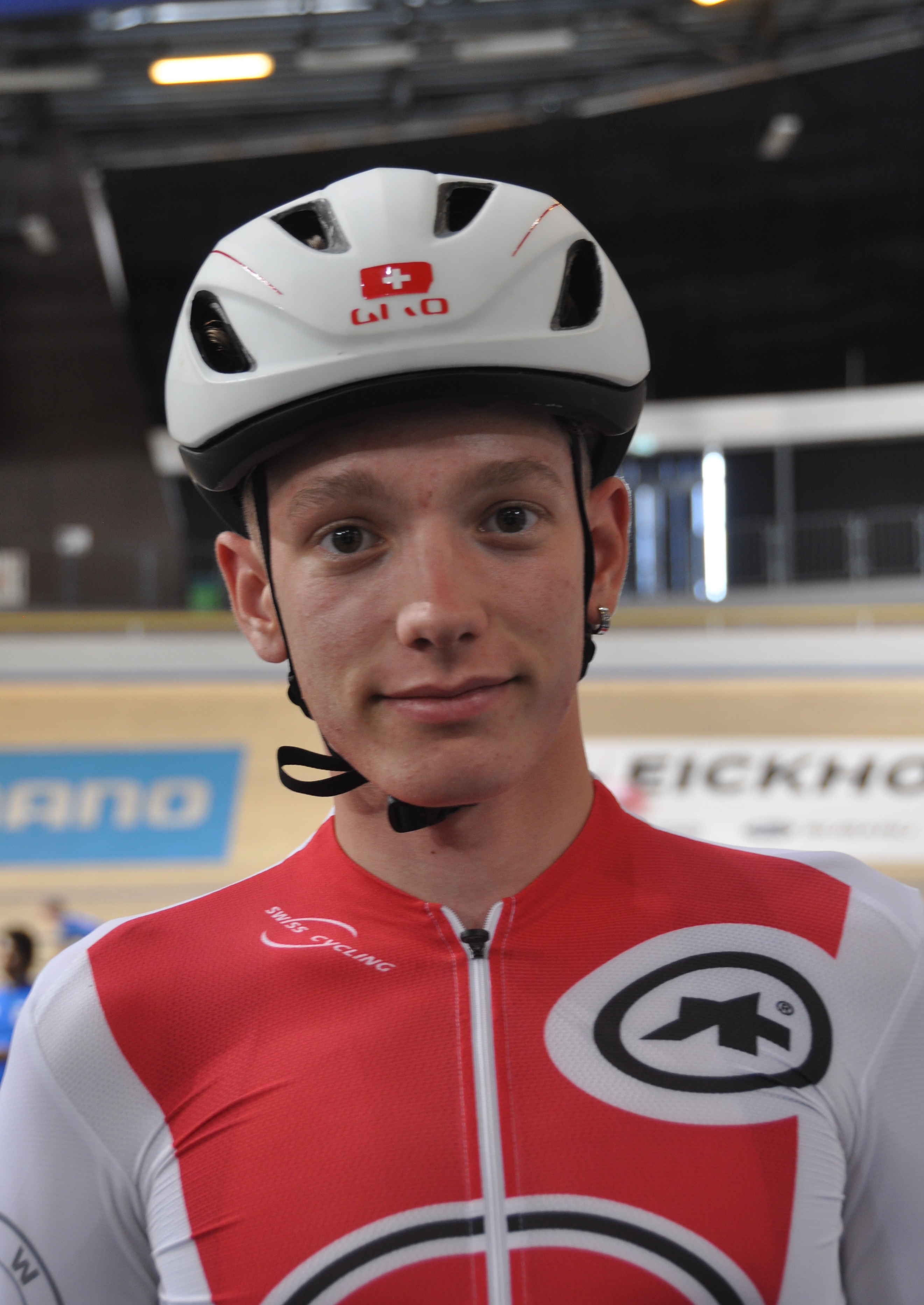
Tim Rey
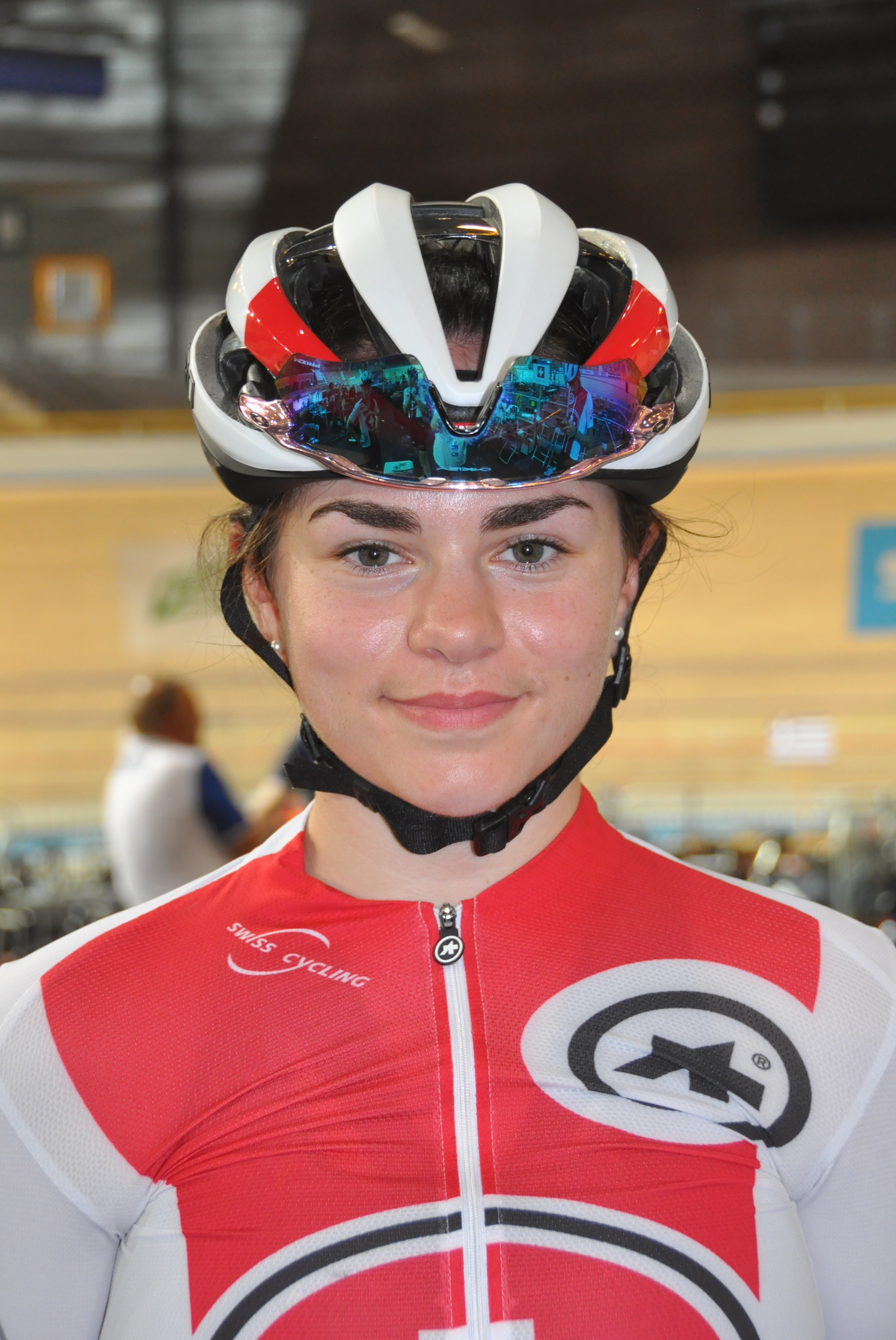
Anaëlle Gaillard